# Alpha Pavonis
α Pavonis (Alpha Pavonis) ist der hellste Stern im Sternbild Pfau. Er besitzt eine scheinbare Helligkeit von 1,94 mag und ist nur südlich des 32. Grades nördlicher Breite sichtbar. Er gehört zur Spektralklasse B2 IV, die ihn als blauen Unterriesen charakterisiert. Seine Entfernung beträgt ca. 180 Lichtjahre. α Pavonis ist ein spektroskopischer Doppelstern mit einer Umlaufperiode von 11,8 Tagen, woraus man auf eine Entfernung der beiden Komponenten von bloß 0,21 AE schließen kann.
α Pavonis wird auch Peacock genannt. Dies ist keine klassische Bezeichnung, sondern der Name ist modernen Ursprungs: Er wurde α Pavonis in den späten 1930er Jahren verliehen, als ein Navigationsalmanach für die Royal Air Force erstellt wurde. Von 57 Sternen des neuen Almanachs hatten zwei – ε Carinae und α Pavonis – keine überlieferten Namen, so dass für sie neue Bezeichnungen – Avior und (nach dem Sternbild) Peacock (englisch "Pfau") – erfunden wurden.
Die IAU hat am 20. Juli 2016 den Eigennamen Peacock als standardisierten Eigennamen für diesen Stern festgelegt.

## Weblink
- Peacock